# 李太坤
李太坤或譯李泰坤（韓語：이태곤，1977年11月27日—），韓國男演員。曾為游泳教練，於2005年首度出演電視劇《老天爺啊！給我愛》，便以男主角具王慕一角走紅，後來多次在古裝劇演繹「國王」見稱，在大學時專攻游泳，有救生員、和游泳教練資格，前為模特兒。

## 演出作品

### 電視劇
- 2005年：SBS《老天爺啊！給我愛》飾 具王慕
- 2006年：SBS《淵蓋蘇文》飾 淵蓋蘇文（青年）
- 2007年：MBC《冬候鳥》飾 鄭道賢
- 2009年：tvN《刑警Mr.LEE》
- 2009年：MBC《寶石拌飯》飾 徐英國
- 2010年：MBC《黃金魚》飾 李泰英
- 2011年：KBS《廣開土太王》飾 廣開土大王
- 2013年：SBS《好好長大的女兒荷娜》飾 韓允燦
- 2021年：TV朝鮮《結婚作詞，離婚作曲》飾演 申儒信（兩季）

## 獲獎經歷
- 2005年：SBS演技大賞 - 新星獎（老天爺啊！給我愛）
- 2006年：第4屆 Fashion World Awards - 最佳著衣獎
- 2010年：MBC演技大賞 - PD賞（黃金魚）
- 2011年：第19屆 大韓民國文化演藝大賞 - 電視劇部門 演技大賞（廣開土太王）
- 2011年：第19屆 大韓民國文化演藝大賞 - 藝術新聞大賞
- 2011年：KBS演技大賞 - 優秀演技賞 長篇電視劇部門（廣開土太王）

## 外部連結
- EPG 
- 李泰坤新浪微博